# Nephthea amentacea
Nephthea amentacea is een zachte koraalsoort uit de familie Nephtheidae. De koraalsoort komt uit het geslacht Nephthea. Nephthea amentacea werd in 1894 voor het eerst wetenschappelijk beschreven door Studer. 